# Tipula chacopata
Tipula chacopata är en tvåvingeart. Tipula chacopata ingår i släktet Tipula och familjen storharkrankar.

## Underarter
Arten delas in i följande underarter:
- T. c. chacopata
- T. c. chanca